# Hiesfelder Wald
Koordinaten: 51° 33′ 57″ N, 6° 50′ 38″ O

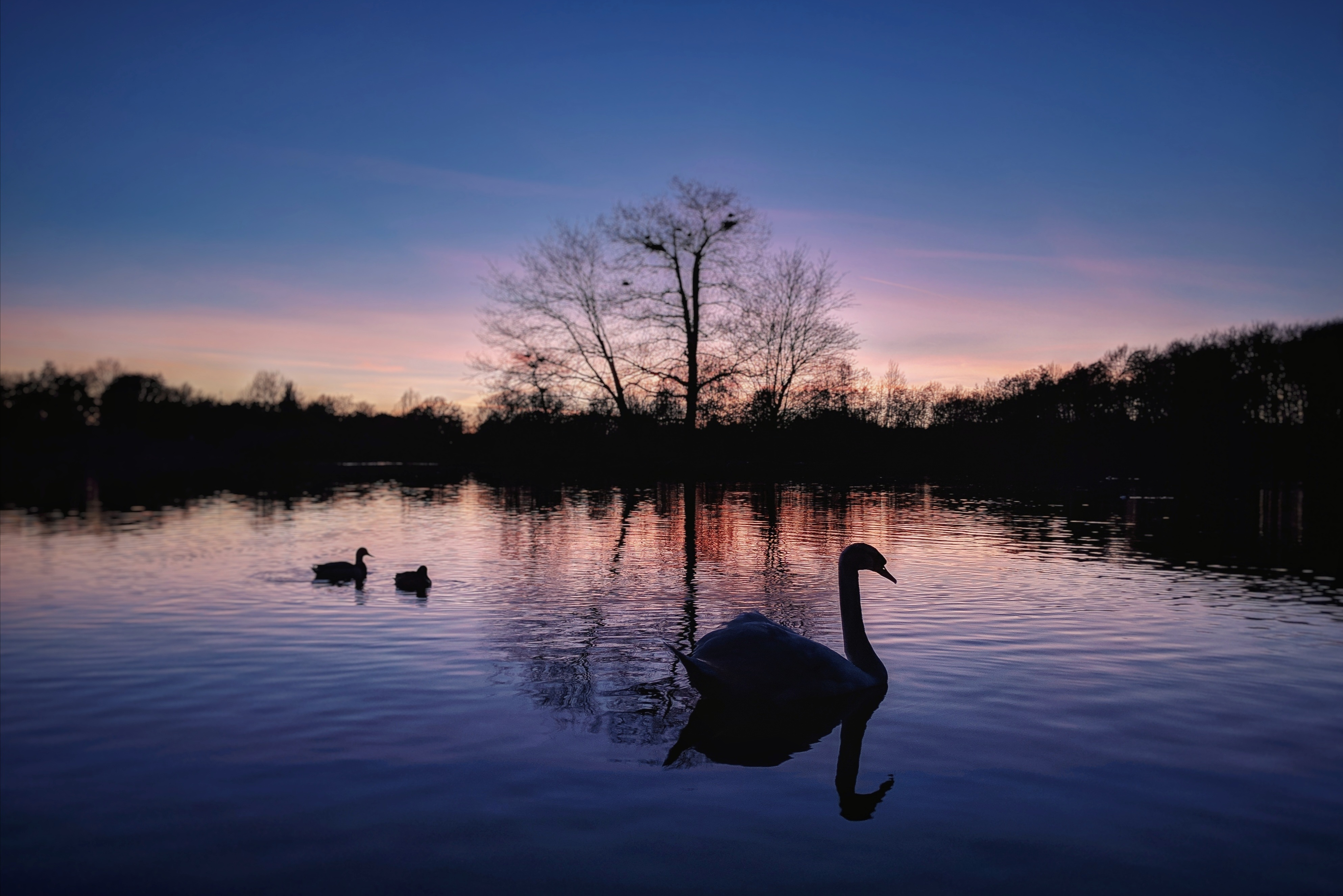
Rotbachsee im Naturschutzgebiet Hiesfelder Wald (Februar 2019)

Das Naturschutzgebiet Hiesfelder Wald liegt auf dem Gebiet der Stadt Oberhausen in Nordrhein-Westfalen.
Das Gebiet erstreckt sich nördlich von Sterkrade, einem Stadtbezirk von Oberhausen. Westlich verläuft die A 3, östlich die Landesstraße L 621 und südlich die A 2. Durch das Gebiet hindurch verläuft die L 397. Östlich erstreckt sich das 188 ha große Naturschutzgebiet (NSG) Köllnischer Wald, südlich das 80,7 ha große NSG Sterkrader Wald und westlich das 31,4 ha große NSG Im Fort.

## Bedeutung
Das etwa 409,5 ha große Gebiet, das aus zwei Teilflächen besteht, wurde im Jahr 1957 unter der Schlüsselnummer OB-001 unter Naturschutz gestellt. Schutzziele sind die Erhaltung, Wiederherstellung und Optimierung eines reich strukturierten Waldgebietes mit naturnahen Tieflandsbächen und Laubwaldgesellschaften durch naturnahe Waldbewirtschaftung.